# 몬테산조반니캄파노
몬테산조반니캄파노(이탈리아어: Monte San Giovanni Campano)는 이탈리아 라치오주 프로시노네도에 위치한 코무네다. 로마로부터 남동쪽 90km, 프로시노네로부터 동쪽 14km 거리에 있다.
토마스 아퀴나스가 그의 가족들에게 수감된 곳으로도 유명하며, 교황 하드리아노 4세의 여름 거주지이기도 하였다.